# Aria (región)

Mapa del Imperio aqueménida con la división en satrapías (ca. 500 a. C.). La región de Aria se observa al este del imperio.

Aria (griego Areia/Aria, latín Aria, persa Haraiva, avéstico Haraeuua), era el nombre de una región en la parte occidental del Imperio aqueménida, a menudo confundida en varias épocas con Ariana, en las fuentes clásicas. 
Aria fue una satrapía aqueménida, territorio en el noroeste del actual Afganistán, correspondiente al valle del río Hari Rud (en griego, Areios, Ario), y que fue el epónimo de toda la región según Flavio Arriano.
En la antigüedad estaba considerada muy fértil, y sobre todo, era rica en vino. Estaba situada entre Hazarajat al norte, que la separaba de Hircania, y de Margiana y de Bactria, al sur, al este de Partia y del desierto de Carmania (en la actual provincia iraní de Kermán), al norte de Drangiana, y al oeste de Parapamisadas, la región del macizo montañoso del Parapamisos (Hindu Kush).
La capital era Alejandría de Aria, fundada por Alejandro Magno (probablemente desde el 330 a. C.), la moderna Herat, al noroeste de Afganistán. 
Los partos, corasmios, sogdianos (o sogdos) y arios formaban la XVI satrapía. Los arios, además del historiador de Halicarnaso, son mencionados por otros autores clásicos junto con estos pueblos y dicen que muy cerca de la India está Ariana.
Es descrita de una manera más detallada por Ptolomeo y Estrabón, y se correspondería con la provincia de Herat, del actual Afganistán.
El distrito persa aqueménida de Aria es mencionado en las listas provinciales, incluidas en varias inscripciones reales, como por ejemplo, en la inscripción de Behistún de Darío I (c. 520 a. C.). Los representantes del distrito fueron retratados en relieves, por ejemplo, en la tumbas reales aqueménidas de Naqsh-e Rostam y de Persépolis. Visten ropas de estilo escita, con una túnica y pantalones metidos dentro de botas altas, y con un turbante alrededor de la cabeza.
En la época de Alejandro Magno, Aria era, obviamente, un distrito importante. Fue administrado por un sátrapa, llamado Satibarzanes, quien fue uno de los tres principales funcionarios del este del imperio, junto con el sátrapa Bessos de Bactria y Barsaentes de Aracosia. A finales del año 330 a. C., Alejandro capturó la capital de Aria a la que llamó Artacoana. La ciudad fue reconstruida y se construyó una ciudadela. 
Formó parte del Imperio seléucida en el siglo II a. C., pero fue capturada en varias ocasiones por otros invasores, perteneció al Reino Grecobactriano, y en el 167 a. C. fue parte del Imperio parto. Aria, más tarde, terminó siendo una provincia del Imperio sasánida.